# Fujitsu Services
Fujitsu Services ist ein internationales IT-Services-Unternehmen und eine hundertprozentige Tochter der Fujitsu Limited. Fujitsu Services beschäftigt ca. 12.000 Mitarbeiter und ist in 20 Ländern präsent. Hauptsitz des Unternehmens ist London.
Als IT-Dienstleister entwickelt, implementiert und betreibt Fujitsu Services IT-Infrastrukturen für Unternehmen, unterstützt unternehmensinterne IT-Abteilungen oder übernimmt im Rahmen von Outsourcing- und Outtasking-Verträgen die Verantwortung für die IT seiner Kunden.

## Geschichte
Fujitsu Services entstand 1968 durch den Merger von English Electric Computers und International Computers and Tabulators (ICT) unter dem Namen ICL. 1990 erwarb Fujitsu 80 % der ICL, in zwei weiteren Schritten 1993–94 und 1996 wurden die Anteile Fujitsus auf 90,1 % erhöht. 1998 übernahm Fujitsu die verbleibenden 9,9 % und wurde zum alleinigen Anteilseigner der ICL, die am 1. April 2002 in Fujitsu Services umbenannt wurde. Zum 1. April 2004 wurden die Fujitsu Consulting (ehemals DMR) und die Fujitsu Technology Solutions International (ehemals Amdahl) in die Fujitsu Services integriert.

## Fujitsu Services in Deutschland
In Deutschland ist Fujitsu Services seit 1976 am Markt vertreten. Die Deutsche Zentrale befindet sich in München. Weitere Niederlassungen befinden sich in Augsburg, Berlin, Dresden, Düsseldorf, Frankfurt, Hamburg, Hannover, Iserlohn, Kösching, Neckarsulm, Nürnberg, Sömmerda, Stuttgart, Ulm, Walldorf und Würzburg.
Anfang 2007 erwarb Fujitsu Services die Aktienmehrheit an der Neckarsulmer TDS AG, einem führenden deutschen Unternehmen für IT-Outsourcing, SAP Hosting und HR BPO.